# 190. п. н. е.

## Догађаји
- Битка код Магнезије
- Битка код Мионеса